# Zeuctoboarmia pectinata
Zeuctoboarmia pectinata là một loài bướm đêm trong họ Geometridae.